# イギリス国鉄標準蒸気機関車
イギリス国鉄標準蒸気機関車（イギリスこくてつひょうじゅんじょうききかんしゃ、英語: BR Standard steam locomotives）は、イギリス国鉄が1951年から1960年にかけて製造した蒸気機関車12形式を指す総称である。

## 概要
1948年の鉄道国有化にあたっては、前身私鉄の蒸気機関車がそのまま継承され、さらに各私鉄の設計を引き継いで増備を継続したが、私鉄から引き継いだ機関車の中には1923年の大合併以前の旧型機も多く存在し、古いものでは19世紀後半に製造されたものも残存していた。それら私鉄以来の雑多な旧型機の代替用に12形式が新たに設計され、合計999両が製造されたものの、1955年には早くもイギリス国鉄近代化計画が策定され急ピッチで無煙化が進められたことにより、大半が寿命を迎えることなく廃車となった。保存機の中には、バリーのウッドハム・ブラザーズスクラップ工場に送られ、車両保存に熱心だった社長によって解体を免れたものもある。

## 鉄道連隊発注戦時型機関車
国鉄標準機が登場する以前にも、各私鉄の設計によらない標準型機関車として、元鉄道連隊戦時型2-8-0級機(90000 - 90732号機の733両)と同2-10-0級(90750 - 90774号機の25両)の2形式が存在した。両形式はイギリス国鉄10形および11形ボイラーを搭載し、ともに5形炭水車を装備した。

## 導入の経緯
ロンドン・ミッドランド・アンド・スコティッシュ鉄道を経て1950年11月にイギリス交通委員会鉄道管理局（英語: Railway Executive）の現場責任者に就任したロバート・リドルは、全国の国鉄工場を視察した際に挨拶文を蒸気機関技術者協会（Institution of Locomotive Engineers）会報に掲載し、新型蒸気機関車の導入を継続すると表明した。第二次世界大戦後、ヨーロッパ大陸諸国では電気・ディーゼル機関車が大量導入されて無煙化が進んだ中、リドルは蒸気機関車が安価であるというメリットを強調し、生産性の違いには言及せず総経費に占める燃料費が高率ではないと述べるにとどめ、論点を資本コストの比較にしぼっている。たとえば5形蒸気機関車が16,000ポンドに対し、D16/1形ディーゼルは78,100ポンド、18000形ガスタービンにいたっては137,000ポンド、77形電気機関車でさえ37,400ポンドであると説明した。また1馬力単位の経費を割り出し、それぞれ13ポンド6シリング（蒸気）、65ポンド（ディーゼル）、69ポンド7シリング（ガスタービン）、17ポンド13シリング（電気）として示した。1953年に鉄道管理局が組織改編で閉局したのち、リドルは公職を退き、大手クレーンメーカーストザート・アンド・ピット社の部長に就任した。

### 設計
主務設計者はリドルが担当した。彼の出身母体であるLMS時代の設計思想をベースとし、国内ライバル私鉄やアメリカメーカーの設計も取り入れ、テーパーボイラーや高いランニングプレート、2気筒方式(3気筒の8型を除く)、流線型のキャブが特徴をみせている。

## 製造
実際に製造されたのは999両であったが、さらに多くの発注がなされ、動力近代化のあおりを受けて製造数が減らされ、1960年製造の9F形92220号機イブニングスターは最終機となる。多くの機関車は、設計上の耐用年数に達する前に退役させられた。
旧LMSのクルー（en）とダービー（en）とホーウィック（en）だけではさばききれず、旧社系の工場に注文を分散して製造に当たった。ダーリントン（en）とドンカスター（en）は旧LNER、スウィンドン（en）は旧GWR、ブライトン（en）は旧SRの工場である。
| 形式                                             | 番号      | 出力 区分 | 車軸配置 | 両数 | 期間    | 線路 規格 | 炭水車形式                             |
| ------------------------------------------------ | --------- | --------- | -------- | ---- | ------- | --------- | -------------------------------------- |
| 7形 (ブリタニア Britannia)                       | 70000–054 | 7P6F      | 4-6-2    | 55   | 1951–54 | 8         | 1形、1A形、1D形                        |
| 8形（デュークオブグロスター Duke of Gloucester） | 71000     | 8P        | 4-6-2    | 1    | 1954    | 8         | 1E形（1957年まで）、1J形（1958年以降） |
| 6形（クラン Clan）                               | 72000–009 | 6P5F      | 4-6-2    | 10   | 1952    | 8         | 1形                                    |
| 5形                                              | 73000–171 | 5MT       | 4-6-0    | 172  | 1951–57 | 7         | 1形、1B形、1C形、1F形、1G形、1H形      |
| 4形4-6-0                                         | 75000–079 | 4MT       | 4-6-0    | 80   | 1951–57 | 4         | 2形、2A形                              |
| 4形2-6-0                                         | 76000–114 | 4MT       | 2-6-0    | 115  | 1952–57 | 4         | 2形、2A形、1B形                        |
| 3形2-6-0                                         | 77000–019 | 3MT       | 2-6-0    | 20   | 1953    | 4         | 2A形                                   |
| 2形2-6-0                                         | 78000–064 | 2MT       | 2-6-0    | 65   | 1952–56 | 3         | 3形                                    |
| 4形2-6-4T                                        | 80000–154 | 4MT       | 2-6-4    | 155  | 1951–57 | 5         | —                                      |
| 3形2-6-2T                                        | 82000–044 | 3MT       | 2-6-2    | 45   | 1951–53 | 4         | —                                      |
| 2形2-6-2                                         | 84000–029 | 2MT       | 2-6-2    | 30   | 1953–57 | 3         | —                                      |
| 9F形                                             | 92000–250 | 9F        | 2-10-0   | 251  | 1954–60 | 9         | 1B形、1C形、1F形、1G形                 |
| 合計                                             | 合計      | 合計      | 合計     | 999  | 1951–60 |           |                                        |

## 炭水車

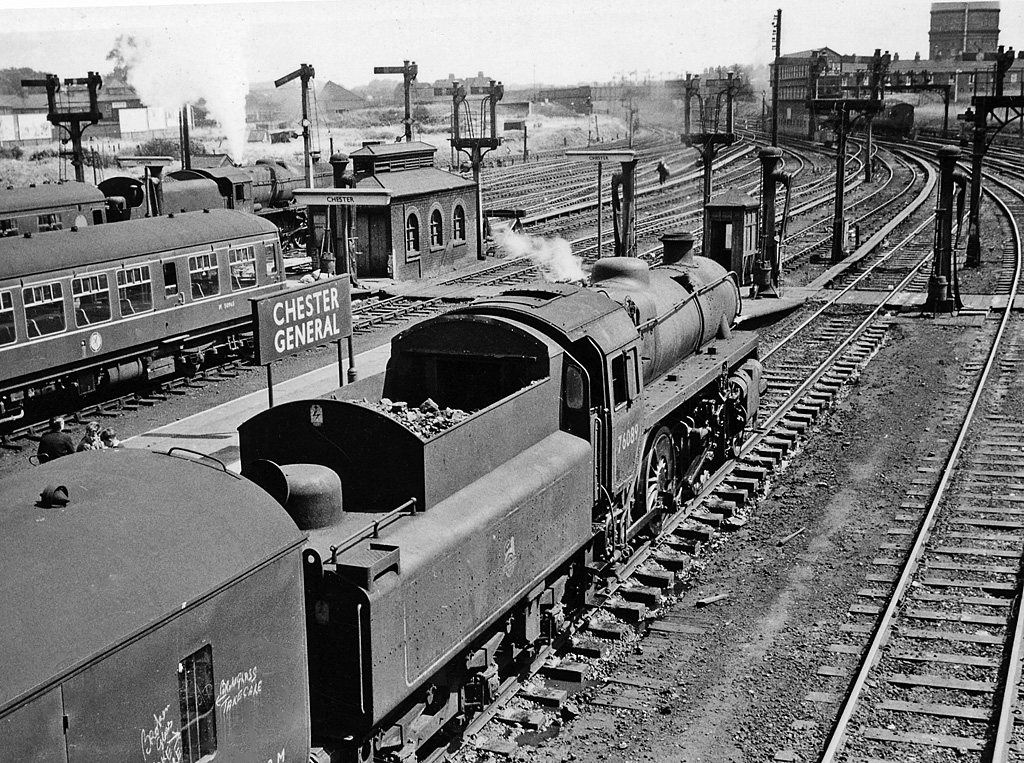
2A形炭水車を装備した4形2-6-0 76089号機

標準蒸気機関車に使用する炭水車もまた新たに設計された。石炭と水の比率の違いや荷重制限の違い、そしてのちには設計改良によって異なる形式が存在した。
炭水車は機関車よりも全般検査に要する時間がかからなかったので、全般検査の作業中の機関車はその炭水車を全般検査終了後の機関車に譲る形で失い、炭水車が機関車の数より少なくなくなることが普通であった。
| 形式 | 両数 | 期間    | 0石炭0 (ロング トン) | 00水00 (英ガロン) | 総重量 (ロングトン) | 線路 規格 | 使用形式                       | 備考                                 |
| ---- | ---- | ------- | -------------------- | ----------------- | ------------------- | --------- | ------------------------------ | ------------------------------------ |
| 1形  | 100  | 1951–53 | 7                    | 4250              | 49.15               |           | 8形、7形、6形                  |                                      |
| 1A形 | 5    | 1952    | 7                    | 5000              | 52.50               |           | 7形                            | 1形の5000ガロン版                    |
| 1B形 | 114  | 1955–57 | 7                    | 4725              | 51.25               |           | 5形、4形4-6-0、 4形2-6-0、9F形 |                                      |
| 1C形 | 123  | 1954–58 | 9                    | 4725              | 53.25               |           | 5形、9F形                      | 1B形の9トン版                        |
| 1D形 | 10   | 1954    | 9                    | 4725              | 54.50               |           | 7形                            | 1C形の給炭機装備版                   |
| 1E形 | 1    | 1954    | 10                   | 4725              | 55.50               |           | 8形                            | 1D形の10トン版。1958年に1C形を改造。 |
| 1F形 | 95   | 1954–58 | 7                    | 5625              | 55.25               |           | 5形、9F形                      |                                      |
| 1G形 | 61   | 1954–60 | 7                    | 5000              | 52.50               |           | 5形、9F形                      | 1A形の落下板改良版                   |
| 1H形 | 12   | 1954    | 7                    | 4250              | 49.15               |           | 5形                            | 1形の落下板改良版                    |
| 1J形 | 1    | 1958    | 10                   | 4325              | 53.70               |           | 8形                            |                                      |
| 1K形 | 3    | 1958    | 9                    | 4325              | 52.35               |           | 9F形                           | 自動給炭機適合版。1961年に1C形を改造 |
| 2形  | 95   | 1951–54 | 6                    | 3500              | 42.15               |           | 4形4-6-0、4形2-6-0             |                                      |
| 2A形 | 88   | 1954–57 | 6                    | 3500              | 42.15               |           | 4形4-6-0、4形2-6-0、 3形2-6-0  | 2形の落下板改良版                    |
| 3形  | 65   | 1952–56 | 4                    | 3000              | 36.85               |           | 2形2-6-0                       | LMS向けの改良版                      |
| 合計 | 773  |         |                      |                   |                     |           |                                |                                      |

## 保存
37両が現存している。そのうち31両はウェールズのバリーにあるウッダム・ブラザーズのスクラップ工場に送られたが、車両保存に熱心な社長のデイビッド・ウッダムのおかげで解体を免れたものである。
| 級                                                   | 形式 | 残存率(%) | 現存機                                               | 備考                                 |
| ---------------------------------------------------- | ---- | --------- | ---------------------------------------------------- | ------------------------------------ |
| 7形（ブリタニア Britannia）                          | 2    | 3.6       | 70000/13                                             |                                      |
| 8形（デューク・オブ・グロスター Duke of Gloucester） | 1    | 100       | 71000                                                | [ 3 ]                                |
| 6形（クラン Clan）                                   | 0    | 0         | –                                                    |                                      |
| 5形                                                  | 5    | 2.9       | 73050/82/96、 73129/56                               | [ 3 ]                                |
| 4形4-6-0                                             | 6    | 7.5       | 75014/27/29/69/78/79                                 |                                      |
| 4形2-6-0                                             | 4    | 3.5       | 76017/77/79/84                                       |                                      |
| 3形2-6-0                                             | 0    | 0         | –                                                    |                                      |
| 2形2-6-0                                             | 4    | 6.2       | 78018/19/22/59                                       | 78059はタンク機関車版の84030に改造中 |
| 4形2-6-4T                                            | 15   | 11.6      | 80002/64/72/78/79/80/97/98、 80100/04/05/35/36/50/51 |                                      |
| 3形2-6-2T                                            | 0    | 0         | –                                                    | 製造中の82045は復元機                |
| 2形2-6-2T                                            | 0    | 0         | –                                                    | 1両を2形2-6-0から改造中              |
| 9F                                                   | 9    | 3.6       | 92134、 92203/07/12/14/19/20/40/45                   |                                      |
| 合計                                                 | 37   | 3.7       |                                                      |                                      |

### 新規製造
「クラン」級（6形）の "Hengist" の新造はゆっくりではあるが進行している。3形2-6-2Tの82045号は進捗が早く、早期に登場すると期待されている。